# Alex Pederzoli
Alex Pederzoli (Piacenza, 6 marzo 1984) è un ex calciatore italiano, di ruolo centrocampista.

## Biografia
È figlio dell'ex calciatore professionista William Pederzoli.
Coinvolto nel calcioscommesse, il 31 maggio 2012 patteggia una squalifica di un anno e quattro mesi più 10.000 euro di ammenda.
Il 9 febbraio 2015 la procura di Cremona termina le indagini e formula per lui e altri indagati le accuse di associazione a delinquere e frode sportiva.

## Carriera

### Club
Inizia la sua carriera nel Bologna nel 1999. Nell'estate del 2000 passa alla Juventus in un'operazione che comprendeva anche le compartecipazione di Giacomo Cipriani e Alessandro Gamberini, lasciati in prestito alla società rossoblu. Con la Juventus si laurea Campione d'Italia con la formazione Berretti e vince il Torneo di Viareggio, venendo anche premiato come miglior giocatore della manifestazione.
Dopo una breve esperienza in Serie B con il Como in cui gioca sei partite, viene ceduto in prestito a varie squadre di Serie C1, tra cui Rimini, Reggiana, Venezia, Crotone e Padova. Dopo aver ottenuto la promozione in Serie B con la squadra padovana, viene ceduto al Gallipoli formazione neopromossa in Serie B.
Nella stagione 2010-2011 approda all'Ascoli. Alla fine della stagione 2011-2012 rimane svincolato.
Nel 2013 approda al Südtirol in Prima Divisione e segna proprio contro il Como, la squadra che lo lanciò, dando la vittoria alla sua squadra.
Nel luglio 2014 passa al Pavia  collezionando 28 presenze e 3 gol. L'anno seguente al Pordenone segna 6 gol in 30 partite compresi i play-off.
L'8 luglio 2016 viene presentato come nuovo acquisto del Venezia neo-promosso in Lega Pro. Pur limitato da un serio infortunio al ginocchio, ottiene la promozione in Serie B e vince la Coppa Italia. Non riconfermato tra i cadetti, nel luglio 2017 passa in prestito al Piacenza, di nuovo in terza serie.
Il 5 settembre 2018 decide di ritirarsi dall'attività agonistica per dedicarsi alla carriera di procuratore sportivo, entrando nell'agenzia di Luca Ariatti.

### Nazionale
Conta presenze in quasi tutte le Nazionali giovanili dell'Italia, ad eccezione di quella Under-17 e Under-21.

## Statistiche

### Presenze e reti nei club
| Stagione        | Squadra         | Campionato      | Campionato | Campionato | Coppe nazionali | Coppe nazionali | Coppe nazionali | Coppe continentali | Coppe continentali | Coppe continentali | Altre coppe | Altre coppe | Altre coppe | Totale | Totale |
| Stagione        | Squadra         | Comp            | Pres       | Reti       | Comp            | Pres            | Reti            | Comp               | Pres               | Reti               | Comp        | Pres        | Reti        | Pres   | Reti   |
| --------------- | --------------- | --------------- | ---------- | ---------- | --------------- | --------------- | --------------- | ------------------ | ------------------ | ------------------ | ----------- | ----------- | ----------- | ------ | ------ |
| 2003-gen. 2004  | Como            | B               | 6          | 0          | CI              | 0               | 0               | -                  | -                  | -                  | -           | -           | -           | 6      | 0      |
| gen.-giu. 2004  | Rimini          | C1              | 2          | 0          | CI-C            | -               | -               | -                  | -                  | -                  | -           | -           | -           | 2      | 0      |
| 2004-gen. 2005  | Reggiana        | C1              | 11         | 0          | CI-C            | 4               | 0               | -                  | -                  | -                  | -           | -           | -           | 15     | 0      |
| gen.-giu. 2005  | Lucchese        | C1              | 15         | 0          | CI-C            | 0               | 0               | -                  | -                  | -                  | -           | -           | -           | 15     | 0      |
| 2005-gen. 2006  | Torres          | C1              | 12         | 1          | CI-C            | 7               | 0               | -                  | -                  | -                  | -           | -           | -           | 19     | 1      |
| gen.-giu. 2006  | Pro Sesto       | C1              | 7+1        | 0          | CI+CI-C         | -               | -               | -                  | -                  | -                  | -           | -           | -           | 8      | 0      |
| 2006-gen. 2007  | Pistoiese       | C1              | 9          | 0          | CI-C            | 4               | 1               | -                  | -                  | -                  | -           | -           | -           | 13     | 1      |
| gen.-giu. 2007  | Manfredonia     | C1              | 13         | 2          | CI-C            | -               | -               | -                  | -                  | -                  | -           | -           | -           | 13     | 2      |
| ago. 2007       | Venezia         | C1              | 0          | 0          | CI-C            | 1               | 1               | -                  | -                  | -                  | -           | -           | -           | 1      | 1      |
| ago. 2007-2008  | Crotone         | C1              | 31+2       | 2          | CI-C            | 1               | 1               | -                  | -                  | -                  | -           | -           | -           | 34     | 3      |
| 2008-2009       | Padova          | 1D              | 28+3       | 1          | CI+CI-LP        | 3+2             | 0               | -                  | -                  | -                  | -           | -           | -           | 36     | 1      |
| 2009-2010       | Gallipoli       | B               | 35         | 2          | CI              | 0               | 0               | -                  | -                  | -                  | -           | -           | -           | 35     | 2      |
| 2010-2011       | Ascoli          | B               | 31         | 0          | CI              | 1               | 0               | -                  | -                  | -                  | -           | -           | -           | 32     | 0      |
| 2011-2012       | Ascoli          | B               | 34         | 0          | CI              | 2               | 0               | -                  | -                  | -                  | -           | -           | -           | 36     | 0      |
| Totale Ascoli   | Totale Ascoli   | Totale Ascoli   | 65         | 0          |                 | 3               | 0               |                    | -                  | -                  |             | -           | -           | 68     | 0      |
| 2013-2014       | Südtirol        | 1D              | 22+5       | 3+1        | CI+CI-LP        | -               | -               | -                  | -                  | -                  | -           | -           | -           | 27     | 4      |
| 2014-2015       | Pavia           | LP              | 27+1       | 3          | CI-LP           | 2               | 0               | -                  | -                  | -                  | -           | -           | -           | 30     | 3      |
| 2015-2016       | Pordenone       | LP              | 28+3       | 5+1        | CI+CI-LP        | 0+1             | 0               | -                  | -                  | -                  | -           | -           | -           | 32     | 6      |
| 2016-2017       | Venezia         | LP              | 18         | 3          | CI-LP           | 2               | 2               | -                  | -                  | -                  | SC-LP       | 0           | 0           | 20     | 5      |
| Totale Venezia  | Totale Venezia  | Totale Venezia  | 18         | 3          |                 | 3               | 3               |                    | -                  | -                  |             | 0           | 0           | 21     | 6      |
| 2017-2018       | Piacenza        | C               | 11         | 3          | CI+CI-C         | 2+1             | 1               | -                  | -                  | -                  | -           | -           | -           | 14     | 4      |
| Totale carriera | Totale carriera | Totale carriera | 355        | 27         |                 | 33              | 6               |                    | -                  | -                  |             | 0           | 0           | 388    | 33     |

## Palmarès

### Club

#### Competizioni giovanili
- Torneo di Viareggio: 1

Juventus: 2003

#### Competizioni nazionali
- Lega Pro: 1

Venezia: 2016-2017
- Coppa Italia Lega Pro: 1

Venezia: 2016-2017